# Refinería Ing. Héctor R. Lara Sosa
La Refinería Ing. Héctor R. Lara Sosa es una refinería de petróleo ubicada en la localidad de Cadereyta Jiménez en el estado mexicano de Nuevo León. Junto a otras cinco refinerías, forma parte del Sistema Nacional de Refinación (SNR), propiedad de la empresa paraestatal mexicana Petróleos Mexicanos (PEMEX).

## Toponimia
Rinde homenaje al ingeniero químico veracruzano Héctor Rafael Lara Sosa, egresado de la Universidad Nacional Autónoma de México. Ocupó diversos cargos como superintendente de Proceso y coordinador de Operaciones de dos complejos; además fue encargado durante la construcción de las refinerías Ing. Antonio M. Amor y Lázaro Cárdenas del Río así como el mejoramiento de las instalaciones en la Refinería 18 de Marzo.

## Historia
Fue inaugurada en 1979 durante la administración del presidente José López Portillo con una capacidad inicial de 100 000 barriles por día.

## Características
Fue la primera del Sistema Nacional de Refinación en poner en operación una planta especialmente diseñada para separar el azufre de las gasolina.
Abastece de combustible a los estados de Nuevo León, Coahuila, Chihuahua y de manera parcial a Durango, San Luis Potosí, Tamaulipas y Zacatecas, de acuerdo con información de Pemex.

## Controversias
El 21 de julio de 2020 circuló en redes sociales un video en el que una gruesa columna de humo amarillo con dirección al centro histórico de Monterrey en el que el grabador del vídeo exclama: «Refinería Cadereyta, 6:40 de la tarde, 21 de julio. Vean no más qué mugrero. Por eso mucha gente enferma en Cadereyta». Al respecto, el gobierno de Nuevo León presentó una denuncia a la Fiscalía General de la República (FGR) y la Agencia de Seguridad, Energía y Ambiente (ASEA) e, incluso, hubo solicitudes de aprobación de puntos del Congreso de la Unión para exigir la comparecencia del director general de PEMEX Octavio Romero Oropeza.